# Флаг Ндзуани
Флаг Ндзуани или флаг Анжуа́на — официальный флаг автономного региона Ндзуани (Анжуан) в Союзе Коморских Островов.

## Описание
Представляет собой белый полумесяц с четырьмя белыми звёздами на красном фоне полотнища.

## 1997—2012

Флаг в 1998—2012 гг.

Флаг Ндзуани (Анжуана) с 25 февраля 1998 до 2012 года представлял собой красный флаг с изображением правой руки и полумесяца. Красный цвет был веками цветом арабских колоний на восточном побережье Африки и на островах Индийского океана. Полумесяц — символ ислама.